# Tamara Crow
Tamara „Tammy“ Crow (* 3. Februar 1977 in St. Louis, Missouri) ist eine ehemalige US-amerikanische Synchronschwimmerin.

## Erfolge
Crow nahm mit der US-amerikanischen Nationalmannschaft 1999 beim Weltcup erstmals an einem internationalen Wettbewerb teil. Weitere Einsätze folgten bei den Weltmeisterschaften 2001 in Fukuoka und 2002 beim Weltcup in Lausanne. Bei den Olympischen Spielen 2004 in Athen gehörte Crow zum US-amerikanischen Aufgebot in der Mannschaftskonkurrenz. In dieser belegte die US-amerikanische Équipe, zu der neben McFall noch Anna Kozlova, Lauren McFall, Erin Dobratz, Rebecca Jasontek, Alison Bartosik, Sara Lowe, Stephanie Nesbitt und Kendra Zanotto gehörten, den Bronzerang. Sie erhielten mit 97,667 Punkten genau einen Punkt weniger als die zweitplatzierten Japanerinnen und zwei Punkte weniger als die siegreichen Russinnen. Die Spiele waren McFalls letzter internationaler Wettkampf.